# Podjuga
Podjuga (in lingua russa Подюга) è una città situata in Russia, nell'Oblast' di Arcangelo, più precisamente nel Konošskij rajon.